# Annuntiatenstraat
De Annuntiatenstraat is een straat in Brugge.

## Beschrijving
Het is niet zeker of de straat oorspronkelijk een min of meer officiële naam had. Er liep een aftakking van de Reie door een groot deel van de straat, die deel uitmaakte van het havenkwartier. Er waren kaden aangelegd, maar in de loop van de jaren, zo niet van de eeuwen, werd de waterloop onbevaarbaar en verwerd tot een open riool. De straat kreeg dan ook de naam Vuil Reitje (niet te verwarren met het Vuldersreitje). In 1835 werd de vertakking opgevuld en bleef geruime tijd zonder bestrating. Vandaar dat in de volksmond nog lang gesproken werd, ofwel van Het Vuil Reitje ofwel van De Eerdeweg.
De naam die uiteindelijk de bovenhand kreeg verwees naar de zusters annunciaten, die er sinds 1630 gevestigd waren. In 1578 waren ze in Sarepta komen wonen, nadat hun klooster buiten de Ezelpoort in 1578 was gesloopt. Ze lieten hun ogen vallen op een nabij gelegen groot gebouw met toren, genaamd Fluweelhof. Ze gingen er wonen en hun naam ging meteen over op de straat. De zusters bleven er wonen tot hun klooster in 1784 door een edict van keizer Jozef II werd afgeschaft.
De annuntiaten, die beschermelingen waren geweest van Margaretha van Oostenrijk, waren depositaris van het hart van hun weldoenster. Ze redden het uit de vernieling van hun vroeger klooster en brachten het mee naar de Annuntiatenstraat, waar ze het onderbrachten in een prinselijk grafmonument. Toen hun klooster in 1784 werd afgeschaft, brachten ze het hart over naar de Sint-Donaaskathedraal, waar het verdween tijdens de gewelddaden van de revolutietijd.
In de negentiende eeuw kwamen er zich twee kloostercongregaties in de Annuntiatenstraat vestigen: de Zusters van Liefde van Jezus en Maria die er een klein ziekenhuis hadden en de Dienstmaagden van de Zaligmaker, een slotklooster gesticht in 1848-1854 door een lid van de familie Serweytens de Mercx, Anne Serweytens (1822-1888). In 1966 werd het slotklooster overgebracht naar Heule. De Brugse eigendom ging over naar het Wit-Gele Kruis, dat er zijn West-Vlaams provinciaal centrum bouwde. Het kloostergebouw en de directeurswoning werden afgebroken.
Andere noemenswaardige activiteiten in de Annuntiatenstraat waren de diamantslijperij van Frans Beukelaere, in het begin van de twintigste eeuw, en de volksbakkerij Ons Brood, die deel uitmaakte van de christelijke sociale organisaties en van 1914 tot 1979 doorheen de stad brood uitdroeg. Beide bedrijfsgebouwen werden gesloopt.
De straat loopt van de Langerei tot aan de samenloop van Hoedenmakersstraat, Maagdendal en Noord-Gistelhof.

## Externe link

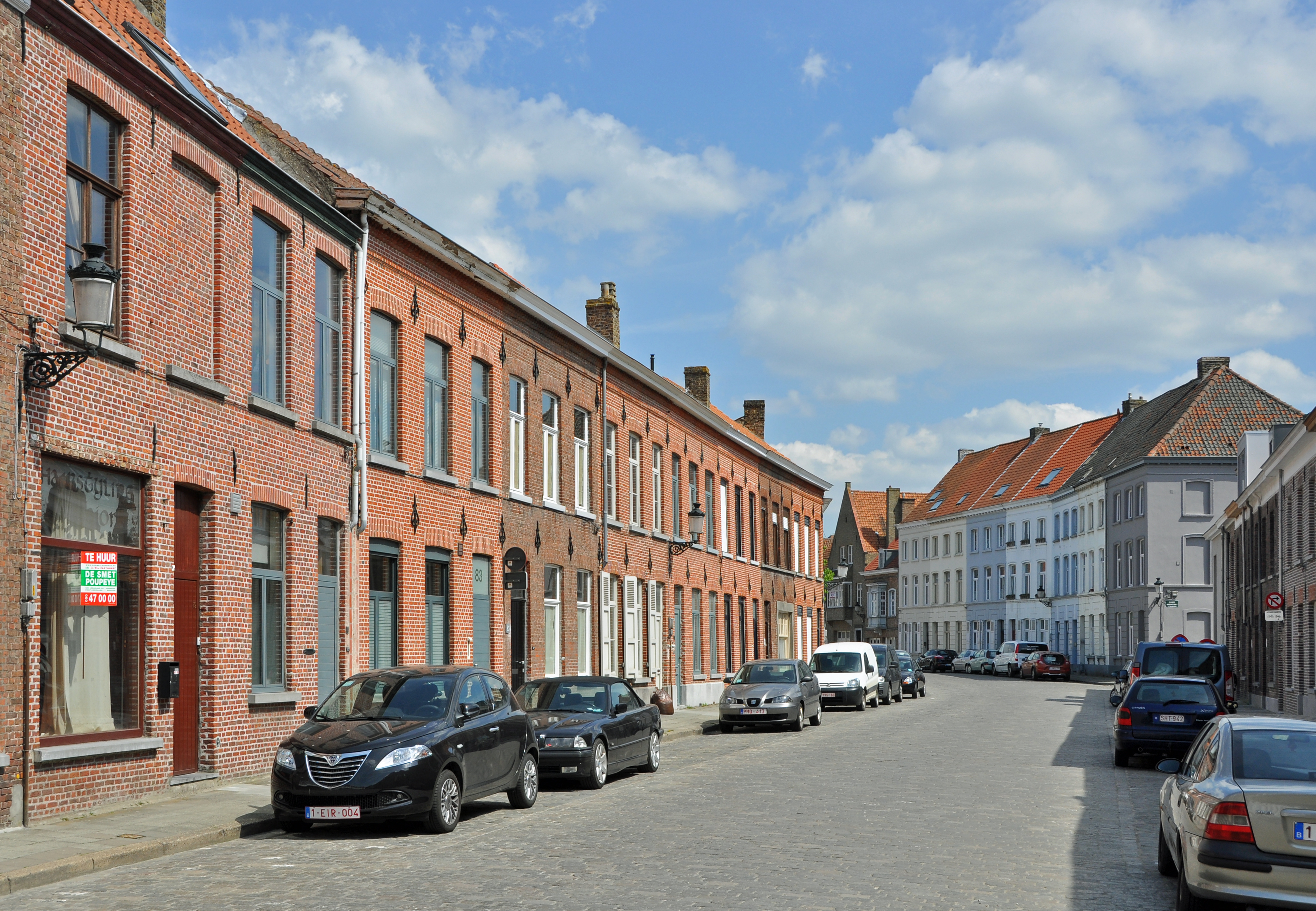
De Annuntiatenstraat in oostelijke richting
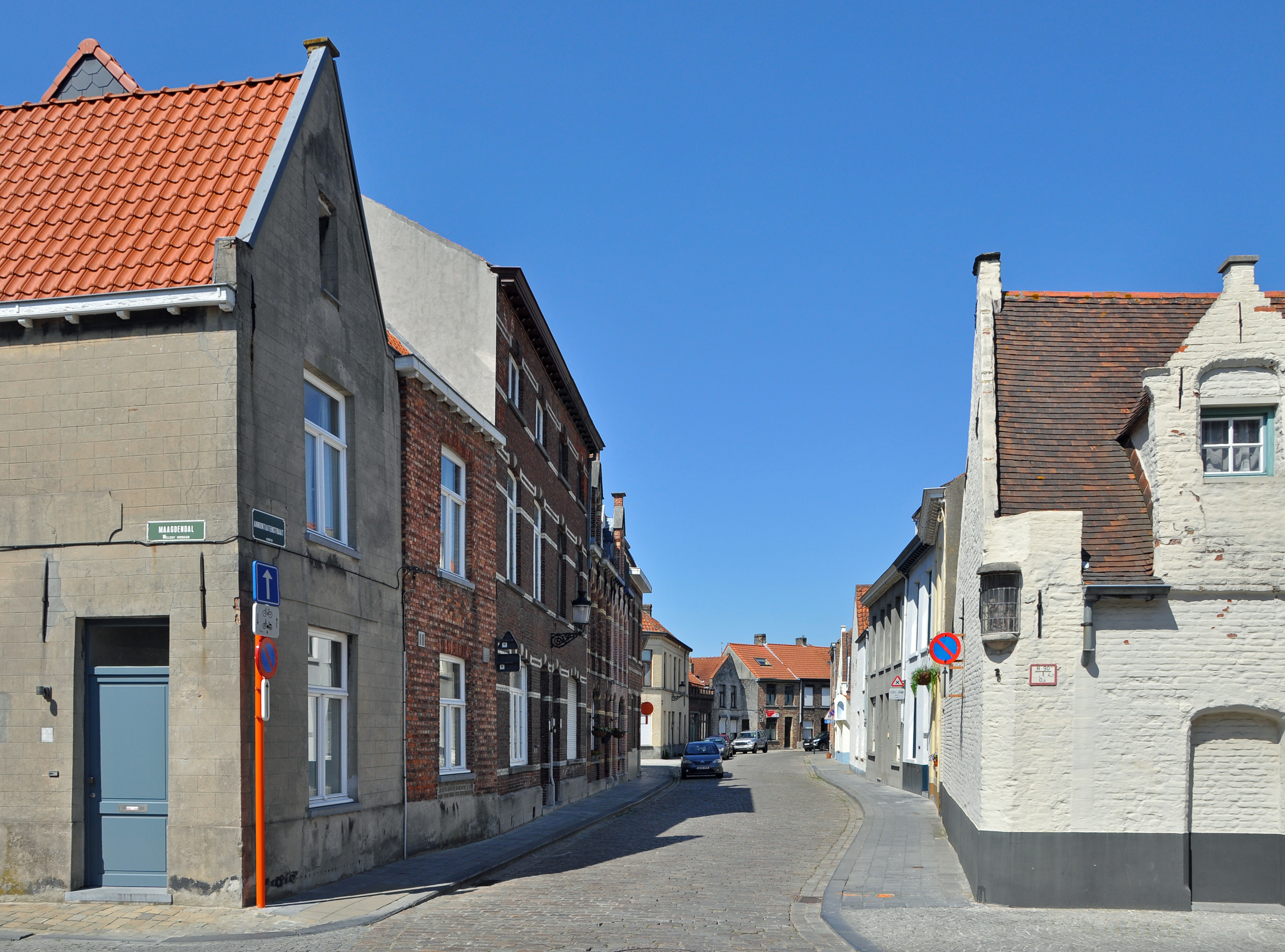
Het zuidwestelijke deel van de straat, bij het kruispunt met de Hoedenmakersstraat, Maagdendal en Noord-Gistelhof
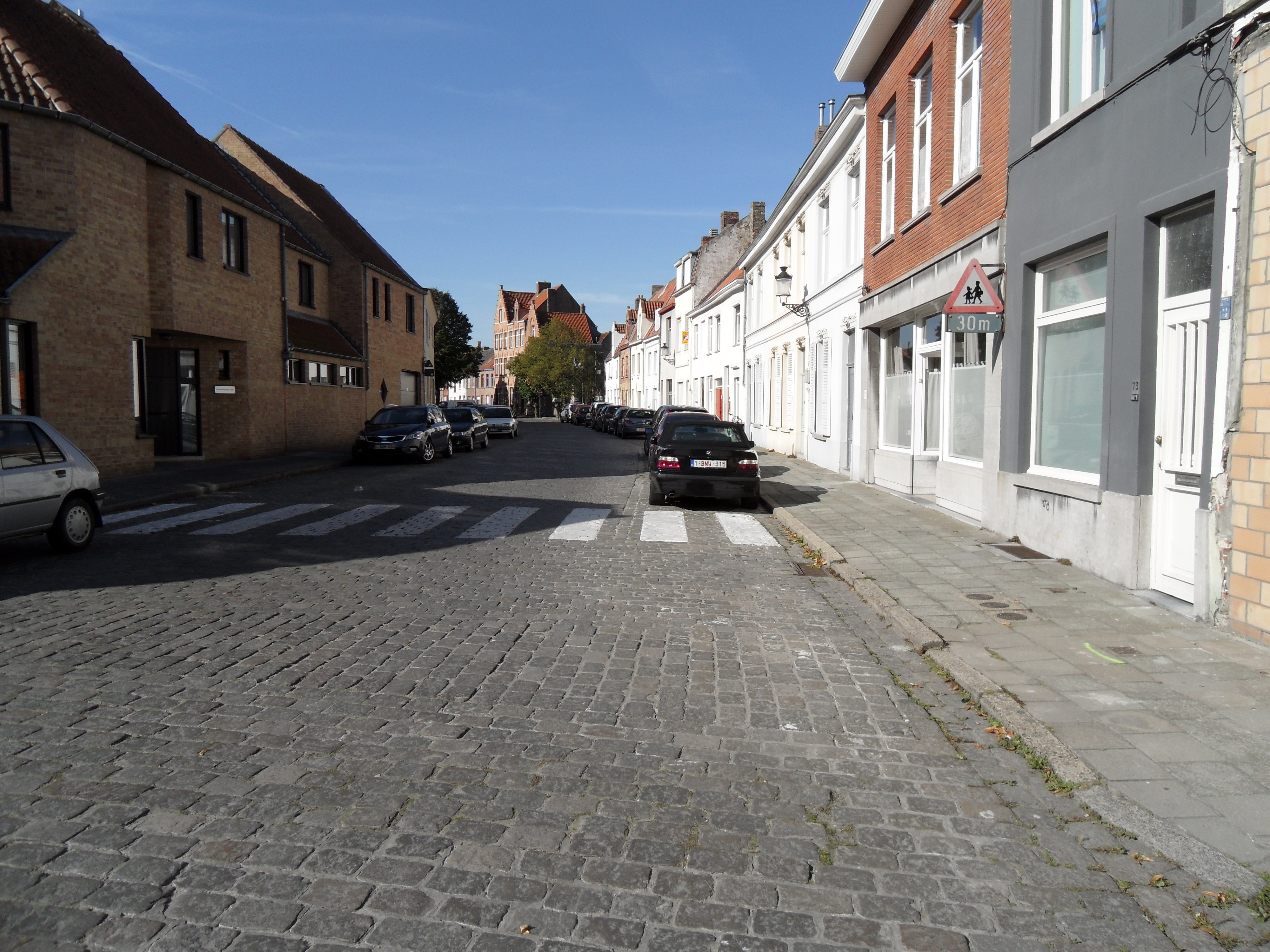
Een deel van de Annuntiatenstraat
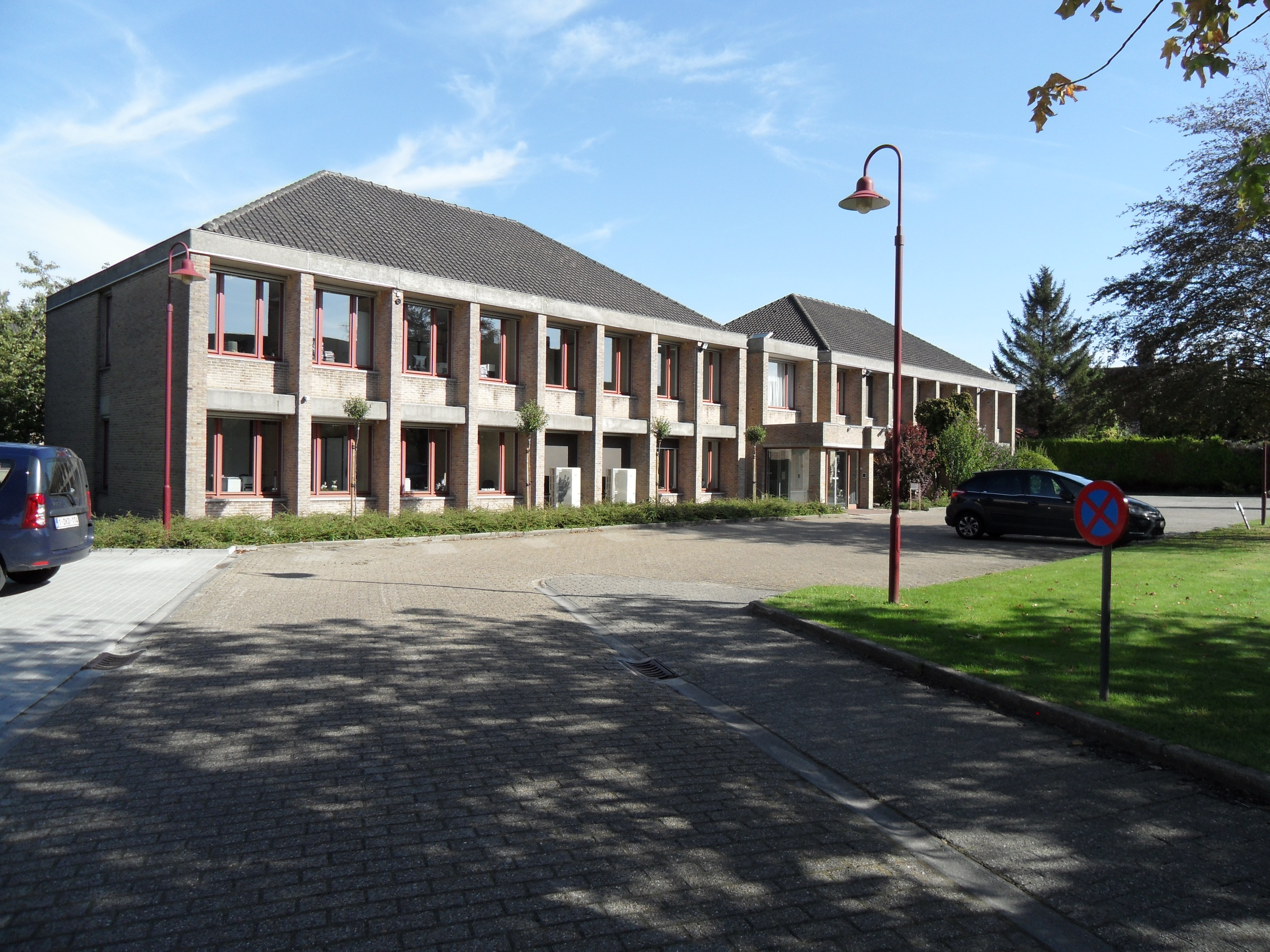
De hoofdzetel van het Wit-Gele Kruis op de plek van het vroegere klooster Serweytens

## Bekende bewoners
- Antoon Viaene
- Jan de Spot
- Anne Serweytens